# Paris (Tennessee)

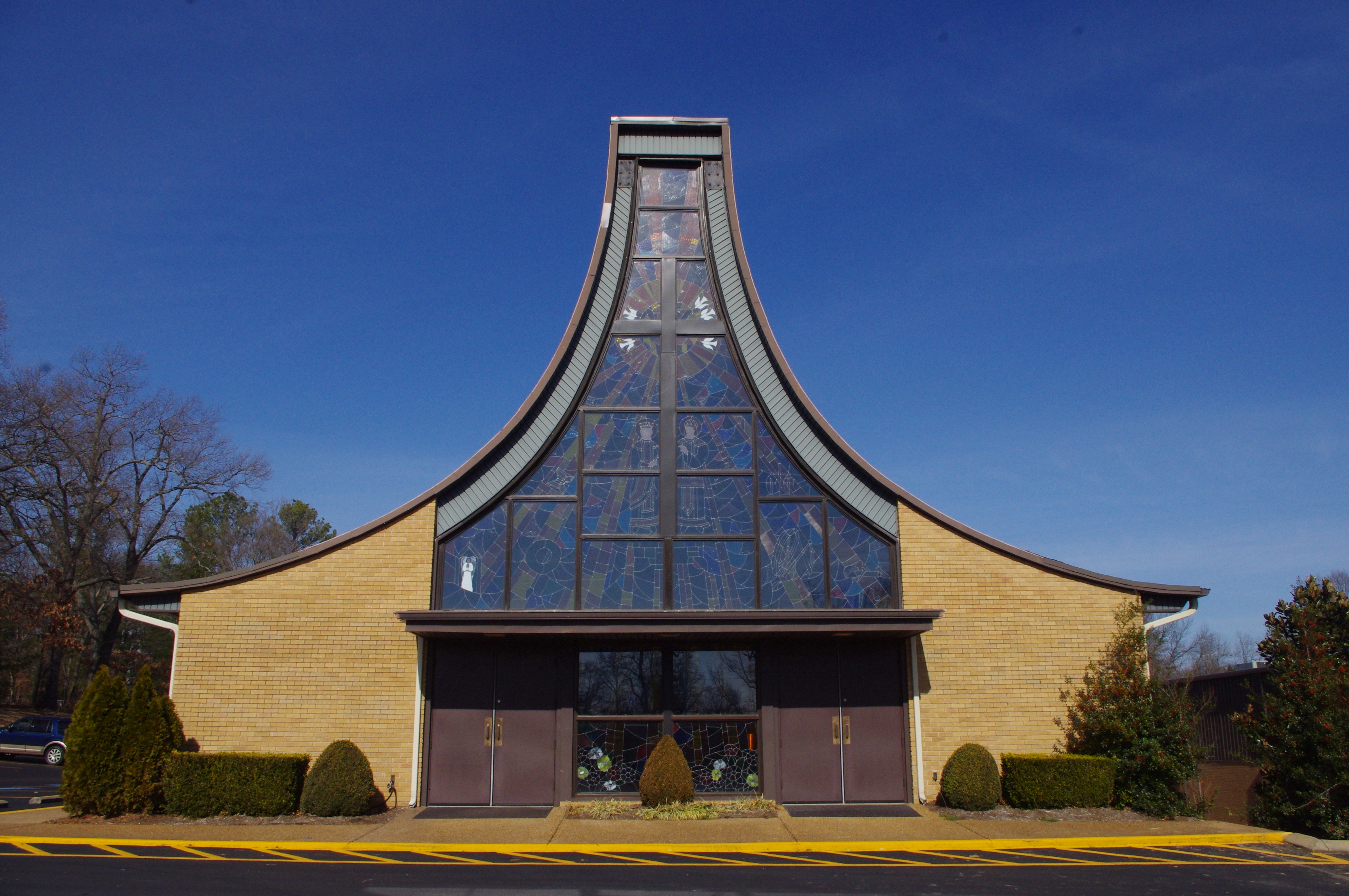
Iglesia Católica Holy Cross

Paris es una ciudad ubicada en el condado de Henry, Tennessee, Estados Unidos. Según el censo de 2020, tiene una población de 10.316 habitantes.
Una réplica de 21 m de la Torre Eiffel ha sido instalada en la parte sur de la ciudad. 

## Geografía
La ciudad está ubicada en las coordenadas 36°17′34″N 88°18′29″O / 36.29278, -88.30806. Según la Oficina del Censo de los Estados Unidos, tiene una superficie total de 33.55 km², de la cual 33.43 km² corresponden a tierra firme y 0.12 km² es agua.

## Demografía
Según el censo de 2010, había 10.156 personas residiendo en París. La densidad de población era de 301,01 hab./km². De los 10.156 habitantes, Paris estaba compuesto por el 76.99% blancos, el 19.25% eran afroamericanos, el 0.34% eran amerindios, el 0.64% eran asiáticos, el 0.01% eran isleños del Pacífico, el 0.42% eran de otras razas y el 2.34% pertenecían a dos o más razas. Del total de la población el 1.63% eran hispanos o latinos de cualquier raza.